# Lunca de Jos (gmina)
Lunca de Jos – gmina w Rumunii, w okręgu Harghita. Obejmuje miejscowości Barațcoș, Lunca de Jos, Poiana Fagului, Puntea Lupului, Valea Boroș, Valea Capelei, Valea Întunecoasă, Valea lui Antaloc i Valea Rece. W 2011 roku liczyła 5328 mieszkańców.